# Le Tunnel (film, 2001)
Pour les articles homonymes, voir Le Tunnel.
Pour plus de détails, voir Fiche technique et Distribution.
Le Tunnel (Der Tunnel) est un film de Roland Suso Richter, sorti en 2001 et basé sur une histoire vraie à propos d'un groupe de personnes mené par Hasso Herschel (« Harry Melchior » dans le film), qui creusèrent un tunnel au niveau de la Bernauer Straße entre mai et septembre 1962 sous le mur de Berlin (construit en août 1961), dans le but de rapatrier leurs familles et leurs amis restés en Allemagne de l'Est.
De nombreux tunnels furent creusés (comme le tunnel 57 situé dans la même rue) mais celui-ci devint célèbre parce qu'il fut filmé par la chaîne américaine NBC, qui finançait une partie de la construction.

## Fiche technique
- Titre original : Der Tunnel
- Titre en français : Le Tunnel
- Réalisation : Roland Suso Richter
- Scénario : Johannes W. Betz
- Musique : Harald Kloser, Thomas Wanker
- Montage : Peter R. Adam
- Photographie : Martin Langer
- Production : Nico Hofmann, Ariane Krampe
- Société de distribution : K-Films Amérique (Québec)
- Pays de production :  Allemagne
- Langue originale : allemand
- Format : couleur, noir et blanc
- Durée : 150 minutes
- Genre : Drame, historique et thriller
- Dates de sortie :
  - Allemagne : 21 janvier 2001
  - France : 7 novembre 2001

## Distribution
- Heino Ferch : Harry Melchior
- Nicolette Krebitz : Friederike "Fritzi" Scholz
- Sebastian Koch : Matthis Hiller
- Alexandra Maria Lara : Charlotte "Lotte" Lohmann
- Claudia Michelsen : Carola Langensiep
- Felix Eitner : Fred von Klausnitz
- Karin Baal : Marianne von Krausnitz